# Cleidion tricoccum
Cleidion tricoccum är en törelväxtart som först beskrevs av Giovanni Casaretto, och fick sitt nu gällande namn av Henri Ernest Baillon. Cleidion tricoccum ingår i släktet Cleidion och familjen törelväxter. Inga underarter finns listade i Catalogue of Life.